# Kaspii Futbol Kluby
Il Kaspıı Fýtbol Klýby (in kazako Каспий футбол клубы?, traslitterazione anglosassone FK Kaspiy), è una società calcistica kazaka con sede nella città di Aktau. Milita nella Birinşi Lïga, la seconda serie del campionato kazako.
Fondato nel 1962, disputa le partite interne nello Stadio Jastar di Aktau, impianto da 3 500 posti.
Ha vinto un campionato kazako di seconda divisione, nel 1994.

## Cronistoria del nome
- 1962: Fondato come Trud
- 1990: Rinominato in Aktau
- 1993: Rinominato in Munajši
- 1999: Rinominato in Aktau
- 2000: Rinominato in Mañğıstaw
- 2002: Rinominato in Kaspïý

## Palmarès

### Competizioni nazionali
- Campionato kazako di seconda divisione: 1

1994

### Altri piazzamenti
- Coppa del Kazakistan:

Semifinalista: 1994
- Campionato kazako di seconda divisione:

Secondo posto: 2019
Terzo posto: 2024

## Organico

### Rosa 2020
Aggiornata al 7 settembre 2020.
| N. |                       | Ruolo | Calciatore            |
| -- | --------------------- | ----- | --------------------- |
| 1  | Kazakistan (bandiera) | P     | Nurlybek Ayazbaev     |
| 3  | Kazakistan (bandiera) | D     | Rafkat Aslan          |
| 4  | Kazakistan (bandiera) | D     | Erlan Kadyrbaev       |
| 5  | Kazakistan (bandiera) | D     | Mïxaïl Gabışev        |
| 6  | Kazakistan (bandiera) | C     | Rakhimzhan Rozybakiev |
| 7  | Kazakistan (bandiera) | C     | Bekzat Kabylan        |
| 8  | Serbia (bandiera)     | C     | Stefan Bukorac        |
| 10 | Kazakistan (bandiera) | A     | Almas Armenov         |
| 11 | Kazakistan (bandiera) | C     | Erkebulan Nurğalïyev  |
| 13 | Kazakistan (bandiera) | C     | Ruslan Sakhalbaev     |
| 14 | Ucraina (bandiera)    | A     | Maksym Marusyč        |
| 17 | Kazakistan (bandiera) | C     | Ruslan Zhanysbaev     |
| 18 | Kazakistan (bandiera) | C     | Kirill Shestakov      |

| N. |                       | Ruolo | Calciatore         |
| -- | --------------------- | ----- | ------------------ |
| 19 | Kazakistan (bandiera) | D     | Maqsat Täýkenov    |
| 22 | Kazakistan (bandiera) | C     | Marat Shahmetov    |
| 23 | Kazakistan (bandiera) | C     | Amandyk Nabikhanov |
| 30 | Francia (bandiera)    | C     | Billal Sebaihi     |
| 33 | Kazakistan (bandiera) | D     | Ïlʹya Vorotnïkov   |
| 35 | Kazakistan (bandiera) | P     | Olzhas Mukhanov    |
| 37 | Russia (bandiera)     | A     | Vladislav Sirotov  |
| 47 | Kazakistan (bandiera) | C     | Arman Nusip        |
| 51 | Russia (bandiera)     | P     | Denis Kavlinov     |
| 55 | Russia (bandiera)     | D     | Lajonel Adams      |
| 91 | Serbia (bandiera)     | P     | Marko Milošević    |
| 97 | Croazia (bandiera)    | A     | Branko Čubrilo     |
|    | Kazakistan (bandiera) | A     | Ramazan Kárimov    |